# 46e division d'infanterie (Royaume-Uni)
Pour les articles homonymes, voir 46e division.
La 46e division d'infanterie est une division d'infanterie de l'armée britannique qui a combattu pendant la bataille de France, la campagne de Tunisie et la campagne d'Italie pendant la Seconde Guerre mondiale.

## Histoire
En mars 1939, après la ré-émergence de l'Allemagne en tant que puissance militaire importante et l'occupation de la Tchécoslovaquie, l'armée britannique augmente le nombre de divisions de l'armée territoriale en dupliquant les unités existantes. La 46e division d'infanterie est formée en octobre 1939, en tant que duplicata de deuxième ligne de la 49e division d'infanterie. Les bataillons de la division étaient constitués en grande partie d'hommes vivant dans les Midlands du Nord.
Il était prévu que la division reste au Royaume-Uni pour terminer l'entraînement et la préparation, avant d'être déployée en France dans les douze mois suivant le début de la guerre. Cependant, en avril 1940, la division est envoyée rejoindre le Corps expéditionnaire britannique en France, laissant derrière elle la plupart de son administration, ses unités logistiques, ses armes lourdes et son artillerie. Les hommes sont affectés à des tâches de travail. À la suite de l'invasion allemande de la France, la division, seulement partiellement entraînée et mal équipée, est envoyée au front. Elle essuie de lourdes pertes dans une série d'engagements, avant d'être évacué de France lors de l'évacuation de Dunkerque et de l'opération Ariel. De retour au Royaume-Uni, la division est reconstruite et entraînée intensivement.
En décembre 1942, elle part pour l'Afrique du Nord et participe à la campagne de Tunisie. En 1943, la division débarque à Salerne et combat dans la campagne d'Italie de 1943 à 1944, bénéficiant ensuite d'un répit de trois mois en Afrique et au Moyen-Orient avant de retourner combattre en Italie lors de la campagne de percée de la ligne gothique. À la fin de 1944, la division est déployée en Grèce après le déclenchement de la guerre civile, mène plusieurs escarmouches avec des partisans communistes et aide le gouvernement grec à rétablir l'ordre. En 1945, la division retourne en Italie juste après le début de l'offensive du printemps 1945 en Italie. La division n'arrive à la zone avancée qu'après la campagne et la guerre en Europe était terminée. L'unité participe à la force d'occupation en Autriche où elle participe à l'opération Keelhaul, qui comprend le rapatriement forcé des Cosaques vers l'Union soviétique, dont certains seront ensuite exécutés. La division est dissoute en Autriche en 1947 dans le cadre de la démobilisation britannique d'après-guerre.

## General Officer Commanding
| Date de promotion | General Officer Commanding                |
| ----------------- | ----------------------------------------- |
| 2 octobre 1939    | Major-général Algernon Ransome (en)       |
| 5 décembre 1939   | Major-général Henry O. Curtis             |
| 5 juin 1940       | Brigadier John Gawthorpe (par intérim)    |
| 5 juillet 1940    | Major-général Desmond Anderson (en)       |
| 14 décembre 1940  | Major-général Charles Edward Hudson       |
| 22 mai 1941       | Major-général Douglas Wimberley (en)      |
| 15 juin 1941      | Major-général Miles Dempsey               |
| 28 octobre 1941   | Brigadier Thomas Daly (par intérim)       |
| 3 novembre 1941   | Major-général Harold Freeman-Attwood (en) |
| 25 août 1943      | Major-général John Hawkesworth            |
| 28 avril 1944     | Brigadier Geoffrey Harding (par intérim)  |
| 29 mai 1944       | Major-général John Hawkesworth            |
| 6 novembre 1944   | Major-général Stephen Weir (en)           |
| 7 septembre 1946  | GOC par intérim inconnu                   |
| 8 octobre 1946    | Major-général John Frederick Boyce Combe  |